# Micrófono hipercardioide
El micrófono hipercardioide es un tipo de micrófono que posee una respuesta cardioide modificada, con un lóbulo frontal más estrecho (zona principal de captación) y una zona posterior de menor sensibilidad.
El supercardioide e hipercardioide rechazan mejor el sonido proveniente a la cápsula por los lados, pero son más sensibles a los sonidos provenientes desde atrás. 
Se le considera, en general, como el micrófono que establece el mejor equilibrio entre el sonido incidente y el ambiental.
- Datos: Q6013555